# Guvernatorii Generali ai Canadei, 1867 - prezent
Această pagină cuprinde Guvernatorii Generali ai Canadei, din perioada Dominionului Canada, perioada modernă din istoria Canadei, 1867 - 2005, perioadă în care Canada a funcționat ca un stat independent. 

### Guvernatori Generalinumiți deRegina Victoria
- 44 - 01 --- 1867 - 1869  --  Charles Stanley Monck
- 45 - 02 --- 1869 - 1872  --  John Young
- 46 - 03 --- 1872 - 1878  --  Frederick Temple
- 47 - 04 --- 1878 - 1883  --  John Campbell
- 48 - 05 --- 1883 - 1888  --  Henry Charles Keith Petty-Fitzmaurice
- 49 - 06 --- 1888 - 1893  --  Frederick Arthur Stanley
- 50 - 07 --- 1893 - 1898  --  John Campbell

### Un singurGuvernator Generala fost numit deRegele Eduard VII
- 51 - 08 --- 1898 - 1904  --  Gilbert John Elliot-Murray-Kynynmound

### Guvernatori Generalinumiți deRegele George al V-lea
- 52 - 09 --- 1904 - 1911  --  Albert Henry George Grey
- 53 - 10 --- 1911 - 1916  --  Arthur William Patrick Albert
- 54 - 11 --- 1916 - 1921  --  Victor Christian William Cavendish
- 55 - 12 --- 1921 - 1926  --  Julian H.G. Byng
- 56 - 13 --- 1926 - 1931  --  Freeman Freeman-Thomas
- 57 - 14 --- 1931 - 1935  --  Vere Brabazon Ponsonby

### Un singurGuvernator Generala fost numit deRegele Eduard al VIII-lea
- 58 - 15 --- 1935 - 1940  --  John Buchan

### Guvernatori Generalinumiți deRegele George al VI-lea
- 59 - 16 --- 1940 - 1946  --  Alexander Cambridge
- 60 - 17 --- 1946 - 1952  --  Harold Alexander

### Guvernatori Generalinumiți deRegina Elisabeta a II-a
- 61 - 18 --- 1952 - 1959  --  Vincent Massey
- 62 - 19 --- 1959 - 1967  -- Georges Vanier
- 63 - 20 --- 1967 - 1974  --  Roland Michener
- 64 - 21 --- 1974 - 1979  -- Jules Léger
- 65 - 22 --- 1979 - 1984  -- Edward Schreyer
- 66 - 23 --- 1984 - 1990  -- Jeanne Sauvé
- 67 - 24 --- 1990 - 1995  -- Ramon John Hnatyshyn
- 68 - 25 --- 1995 - 1999  -- Roméo LeBlanc (8 februarie 1995 - 7 octombrie 1999)
- 69 - 26 --- 1999 - 2005  --  Adrienne Louise Clarkson (7 octombrie 1999 - 27 septembrie 2005)
- 70 - 27 --- 2005 - 2010 -- Michaëlle Jean (27 septembrie 2005 - 1 octombrie 2010)
- 71 - 28 --- 2010 - prezent -- David Johnston (1 octombrie 2010 - prezent)